# Unterelldorf
Unterelldorf ist ein Gemeindeteil der oberfränkischen Stadt Seßlach im Landkreis Coburg.

## Geographie
Unterelldorf liegt etwa 15 Kilometer südwestlich von Coburg an einem Westhang oberhalb der Alster, eines Zuflusses der Itz. Die Kreisstraße CO 16 verbindet den Ort mit Rothenberg und Oberelldorf.

## Geschichte
Unterelldorf wurde erstmals 1290 urkundlich erwähnt, als der Würzburger Bischof Manegold unter anderem den Zehnten in „Eltdorf“ an Karl von Heldritt verpfändete.
Besitzungen und Lehen besaß das Klosteramt Tambach in Unterelldorf. Im Januar 1806 nahm Graf Joseph Carl die Tambacher Lande, zu denen auch Unterelldorf gehörte, als reichsunmittelbare Grafschaft Ortenburg-Tambach in Besitz. Im Oktober 1806 wurde die Grafschaft mediatisiert. Von Dezember 1806 bis 1814 gehörte Unterelldorf als Teil des Tambacher Landes zum Großherzogtum Würzburg. Nach dessen Auflösung wurde das Herrschaftsgericht Tambach dem Mainkreis zugeordnet. 1862 erfolgte die Eingliederung Unterelldorfs in das neu geschaffene bayerische Bezirksamt Staffelstein.
1875 hatte das Dorf 148 Einwohner, 72 Gebäude und 28 Wohnhäuser. 78 Personen gehörten zum Kirchsprengel der römisch-katholischen Pfarrkirche in Seßlach und 70 zu dem der evangelisch-lutherischen Pfarrkirche in Hafenpreppach. 1925 hatte das Dorf 143 Einwohner und 30 Wohnhäuser. 44 Personen gehörten zum Kirchsprengel der römisch-katholischen Pfarrkirche in Autenhausen und 99 zu dem der evangelisch-lutherischen Pfarrkirche in Hafenpreppach. Im Jahr 1987 hatte das Dorf 135 Einwohner und 30 Wohnhäuser mit 41 Wohnungen.
Am 1. Juli 1972 wurde der Landkreis Staffelstein aufgelöst. Seitdem gehört Unterelldorf zum Landkreis Coburg. Im Zuge der bayerischen Gebietsreform verlor Unterelldorf am 1. Mai 1978 seine Selbstständigkeit als Gemeinde und wurde ein Gemeindeteil der Stadt Seßlach.

## Einwohnerentwicklung
| Jahr | Einwohner |
| ---- | --------- |
| 1875 | 148       |
| 1900 | 116       |
| 1925 | 143       |
| 1950 | 157       |
| 1970 | 139       |
| 1987 | 135       |
| 2015 | 1460.     |
| 2025 | 129       |

## Sehenswürdigkeiten

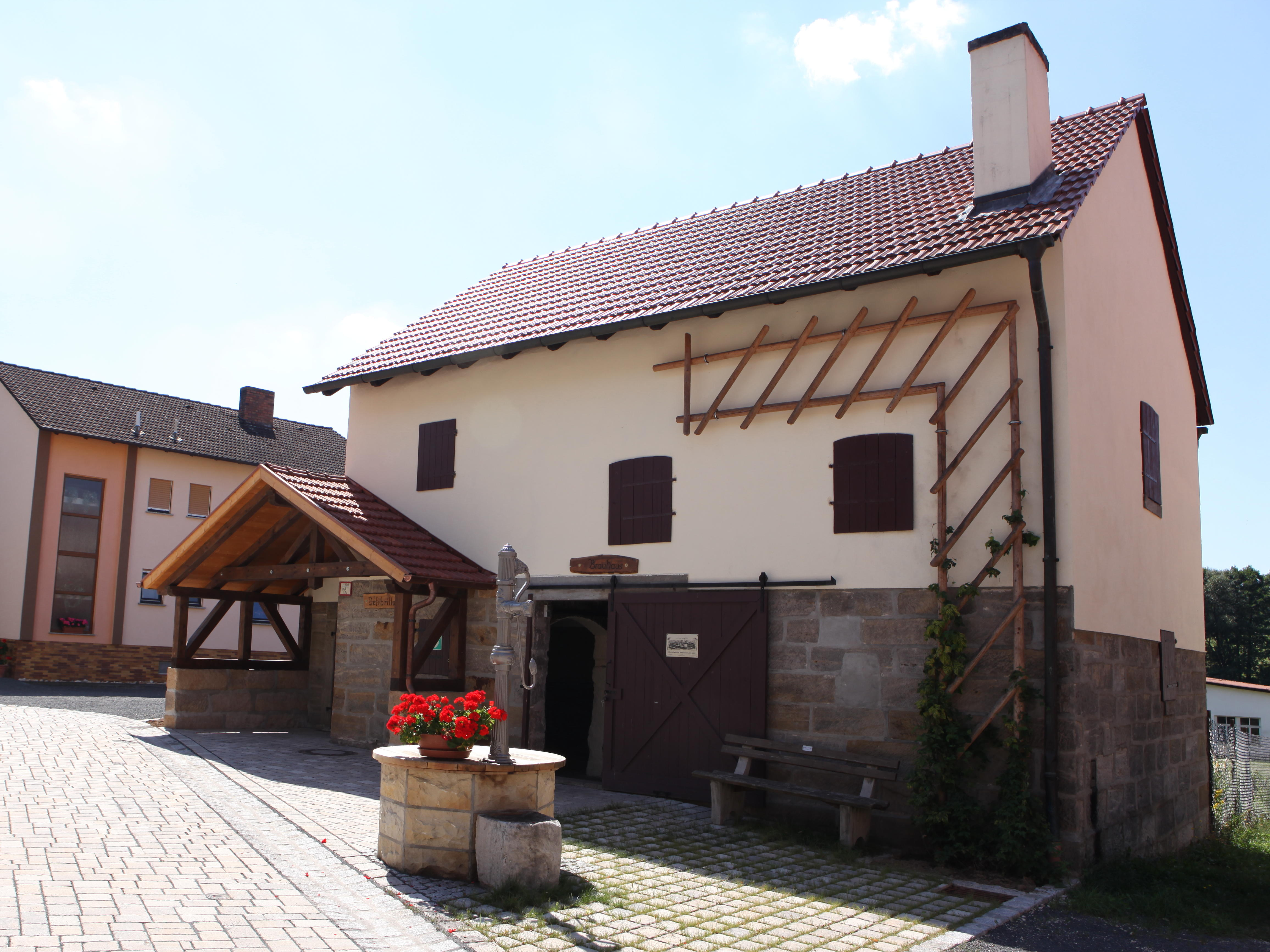
Brauhaus

Eine kleine Kommunbrauerei mit einer eigenen Malzdarre wurde 1848 errichtet.
2012 erfolgte eine Sanierung der Brauanlage mit einem angebauten Backhaus. Sechs- bis achtmal im Jahr braut der Brautraditionsverein 20 Hektoliter eines Kellerbieres.
In der Liste der Baudenkmäler in Unterelldorf sind die Baudenkmäler aufgeführt.